# Christuskirche (Bobbau)

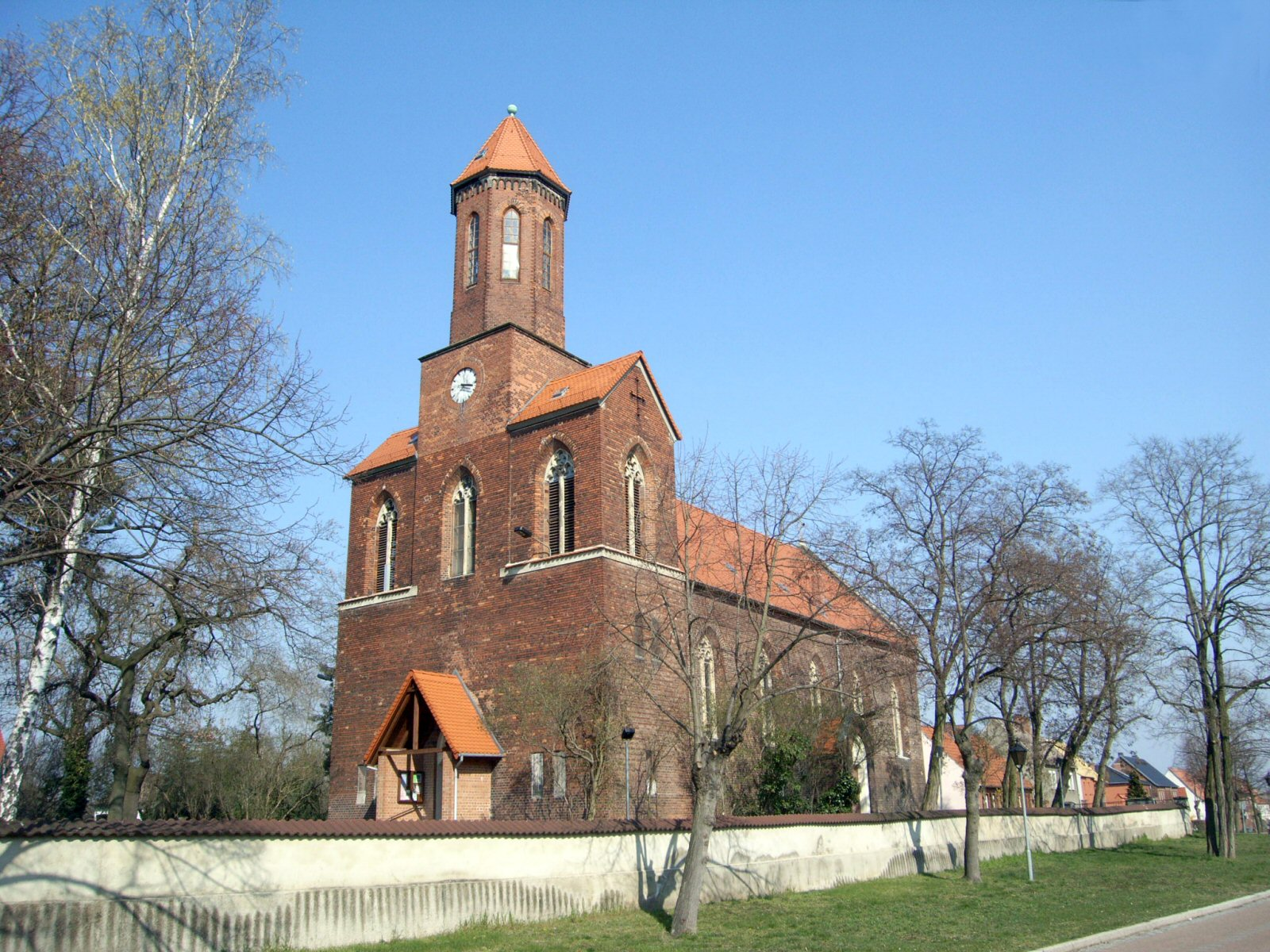
Christuskirche Bobbau

Die Christuskirche in Bobbau ist ein evangelischer Sakralbau in der Stadt Bitterfeld-Wolfen im Landkreis Anhalt-Bitterfeld in Sachsen-Anhalt. Kirchlich gehört sie zur Evangelischen Kirchengemeinde Bobbau-Wolfen-Nord im Pfarramt Kirchen an Mulde und Fuhne im Kirchenkreis Dessau der Evangelischen Landeskirche Anhalts.

## Geschichte
Bobbau besaß eine Kirche, die 1833 als „ziemlich alt, aber neu ausgebauet“ bezeichnet wird. Sie lässt sich im Jahr 1612 erstmals nachweisen und wurde durch einen Neubau ersetzt, als sie zu klein wurde. Dieser Neubau aus Backstein entstand in den Jahren 1875 und 1876, nach anderen Angaben hingegen 1874 und 1875. Im Zweiten Weltkrieg wurde die Kirche 1945 schwer beschädigt, da sie sich in der Kampflinie befand. Insbesondere wurde dabei der Turmhelm zerstört. In den 1950er Jahren wurden die Schäden beseitigt und in vereinfachter Form wiederhergestellt. Erst im Jahr 1958 konnte man dies abschließen.

## Baubeschreibung
Die Christuskirche wird durch eine wuchtige Westturmanlage geprägt, die etwas breiter ist als das Kirchenschiff, aber dieses als Querriegel in voller Breite überragt. Ähnlich wie beim Havelberger Dom ist die Mitte etwas höher als die Flanken und wird durch einen Dachturm betont, der hier allerdings etwas stärker in eine Turmform gebracht wurde. Heute hebt sich dieser Gebäudeteil zusätzlich ab, da er nach dem Wiederaufbau deutlich heller ist als der Rest der Kirche: Auf einem quadratischen Sockel, den an der West- und Ostseite eine Uhr schmückt, befindet sich ein achteckiger Turmaufsatz mit – reduziert erhaltenem – Helm. Dieser besteht heute aus einem Zeltdach, war aber vor der Zerstörung deutlich höher und schlanker.
Direktes Vorbild für das Mittelgeschoss des Westbaus dürfte die Dorfkirche Vockerode – erbaut 1810 bis 1812 – gewesen sein, die dort ebenfalls drei große neugotische Fenster gen Westen sowie je eines nach Norden und Süden aufweist. Sie sind mit Dreipass-Maßwerk verziert und finden sich auch am Schiff, das fünf Achsen sowie die Turmachse aufweist. Am Dachturm sowie am fünfseitigen Chor finden sich hingegen schlichtere Fenster. Im Erdgeschoss sind die Fenster rechteckig und schmal gehalten. Westlich und südlich wurden Anbauten ergänzt, die jeweils Eingänge überdachen. Am Chor und an der Turmhaube gibt es je einen Fries. Trotz der Zerstörung und der Erdgeschossfenster handelt es sich um ein einheitlich neugotisches Bauwerk.
Das Gotteshaus steht als Baudenkmal unter Denkmalschutz und ist im Denkmalverzeichnis mit der Nummer 094 96547 erfasst. Der Kirchturm dient als Nistplatz für Schleiereulen und Turmfalken, wofür die Kirche im Jahr 2008 vom NABU ausgezeichnet wurde.

## Ausstattung
Im Inneren der Kirche finden sich Emporen an drei der vier Seiten, die gotische Arkaden besitzen. Die Bronzeglocken stammen aus dem 13. Jahrhundert beziehungsweise aus dem Jahr 1501. Die Orgel schuf Wilhelm Rühlmann im Jahr 1880. Sie entstand als Opus 31 mit 14 Registern. Da sie fünf mal drei Meter groß ist, mussten die Einzelteile mit vier Wagen von Zörbig nach Bobbau gebracht werden. Das Orgelgehäuse weist neugotische Schnitzarbeiten und Maßwerk, Fialen und Säulen mit Kapitellen auf. Die Glocken verstummten im Dezember 2020, im August 2022 wurde eine Rettungsaktion gestartet. Neue Chorfenster wurden 2009 eingeweiht, in den Jahren 2010 und 2011 folgte eine neue Innenausmalung.